# Samtgemeinde Schladen
La Samtegemeinde Schladen era una Samtgemeinde della Bassa Sassonia, in Germania.

## Suddivisione
La Samtgemeinde Schladen comprendeva la città di Hornburg e i comuni di Gielde, Schladen e Werlaburgdorf. La sede amministrativa era posta nel comune di Schladen.